# Aerozin-50
Aerozin 50 je raketové palivo, které vzniká smíšením hydrazinu (N2H4) a asymetrického dimethylhydrazinu v hmotnostním poměru 1:1.
Bylo vyvinuto na konci 50. let 20. století společností Aerojet pro pohon mezikontinentální balistické rakety Titan 2 a dodnes zůstává hojně využívaným palivem. Někdy se místo hydrazinu používá monomethylhydrazin (MMH), který je hustší a má tak vyšší specifický impuls. UDMH stabilizuje směs a snižuje její teplotu tuhnutí. Aerozin 50 je velice stabilní, takže nedochází k jeho samovolnému rozpadu při vyšších teplotách jako u hydrazinu. Proto je vhodný i pro regenerativně chlazené motory. 
Stabilita jej však činí nepoužitelným jako jednosložkové palivo (monopropelant). Naopak je velmi vhodný jako jedna ze složek dvousložkového paliva, protože s okysličovadlem tvoří hypergolickou směs, a tak motory nepotřebují žádné zvláštní zážehové zařízení. Jako okysličovadlo se nejčastěji používá dimerní oxid dusičitý N2O4. Stejně jako hydrazin, MMH a UDMH je i aerozin 50 dlouhodobě skladovatelný a i po letech v nádržích je stejně spolehlivý. 

## Směšovací poměr
Aerozin-50 je - podobně jako jeho složky - bohatý na vázaný vodík. Při využití v raketových motorech se proto směšuje s menším množstvím okysličovadla, než by odpovídalo stechiometrickému poměru (a tedy i nejvyšší možné využitelné energii a dosažitelné teplotě). Nadbytek paliva zajistí ve výfukových plynech nižší průměrnou hmotnost molekul. Protože specifický impuls sice roste s teplotou, ale také klesá s průměrnou molekulovou hmotností výfukových plynů, je optimální směšovací poměr jiný než stechiometrický.
Stechiometrický poměr při okysličení Aerozinu-50 pomocí N2O4 je 1:2,26 (hmotnost paliva k okysličovadlu). Prakticky se ale používá směšovacích poměrů v rozmezí 1:1,5 - 1:2 (v závislosti na pracovním tlaku ve spalovací komoře), při nichž je dosaženo vyššího specifického impulsu.

## Jedovatost
Aerozin 50 je jedovatý. Jeho účinky na živé organismy jsou stejné jako účinky hydrazinu. Leptá pokožku a sliznice, je karcinogenní a poškozuje vnitřní orgány.

## Rakety poháněné Aerozinem-50
V minulosti používaly toto palivo mezikontinentální balistické rakety Titan 2 i kosmické nosné verze Titan 2, Titan 3 a Titan 4. Kosmická loď Apollo používala aerozin 50 pro pohon velitelského/servisního modulu (motor AJ-10) i lunárního modulu. V dnešní době se nejčastěji používá jako palivo kosmických sond a satelitů, jejichž mise mohou trvat mnoho let. Ačkoli se jedná o energeticky méně výhodné palivo (Isp = ~2450 N.s/kg), je používáno jako palivo různých stupňů nosných raket (např. druhý stupeň rakety Delta II). Rakety Ariane 1-4 používaly podobné palivo, složené ze 75% UDMH a 25% hydrazinu, nazývané UH 25.